# Sara Driver
Sara Driver (* 15. Dezember 1955 in Westfield, New Jersey) ist eine US-amerikanische Schauspielerin, Regisseurin, Drehbuchautorin und Filmproduzentin.

## Leben
Sara Driver ist seit Anfang der 1980er Jahre mit dem Filmemacher Jim Jarmusch liiert. Für Jarmuschs Filme wirkte sie anfangs als Schauspielerin oder Produzentin; nach einer kurzen Trennung beschlossen beide, Berufliches und Privatleben zu trennen.
Driver schloss ihr Studium an der New York University Graduate Film School 1982 mit einem Master of Fine Arts ab.
1981 entstand mit You Are Not I ihr Regiedebüt. Der Film galt lange Jahre als verschollen, bis eine Kopie im Nachlass des verstorbenen Autors der Vorlage, Paul Bowles, gefunden wurde. 1986 entstand ihr zweiter Film Sleepwalk. 1993 folgte Wenn Schweine fliegen.
Von 1996 bis 1998 unterrichtete Driver Regie an der NYU Graduate Film School.
Im Jahr 2017 drehte Driver den Dokumentarfilm Boom for Real: The Late Teenage Years of Jean-Michel Basquiat, für den sie auch als Filmproduzentin fungierte.
2019 spielte sie eine Nebenrolle in Jarmuschs Zombie-Komödie The Dead Don’t Die.

## Filmografie (Auswahl)
Schauspielerin
- 1980: Permanent Vacation
- 1984: Stranger than Paradise
- 1989: Mystery Train
- 1989: Bluthunde am Broadway (Bloodhounds of Broadway)
- 1990: Monsters (Fernsehserie, 1 Episode)
- 1991: Keep It for Yourself (Kurzfilm)
- 1991: Figaro Story
- 2019: The Dead Don’t Die

Regisseurin
- 1981: You Are Not I
- 1986: Sleepwalk
- 1990: Monsters (Fernsehserie, 1 Episode)
- 1993: Wenn Schweine fliegen (When Pigs Fly)
- 2017: Boom for Real: The Late Teenage Years of Jean-Michel Basquiat (Dokumentarfilm)

Drehbuchautorin
- 1981: You Are Not I
- 1986: Sleepwalk
- 1993: Wenn Schweine fliegen (When Pigs Fly)

Filmproduzentin
- 1981: You Are Not I
- 1984: Stranger than Paradise
- 1986: Sleepwalk
- 2017: Boom for Real: The Late Teenage Years of Jean-Michel Basquiat (Dokumentarfilm)